# 고야마촌 (오카야마현)
고야마촌(高山村)은 오카야마현 가와카미군에 있던 촌이다. 현재의 다카하시시에 해당한다.

## 역사
- 1889년 6월 1일 - 정촌제 시행에 수반해 가와카미군 고야마촌이 발족하였다.
- 1954년 4월 1일 - 데노쇼정, 오가촌과 합병해 가와카미정이 신설하여 폐지되었다.

## 참고문헌
- 角川日本地名大辞典 33 岡山県
- 『市町村名変遷辞典』東京堂出版、1990年。